# ياسمين أوشان
ياسمين أوشان (من مواليد 10 يناير 1986) هي لاعبة نمساوية محترفة في البلياردو من كلاغنفورت ، كارينثيا. شاركت في أول منافسة احترافية لها عام 2002 ، لكنها لم تصبح عضوًا محترفة رسمية في جمعية البلياردو النسائية المحترفة حتى عام 2007. 